# فرودگاه بلوونی گوگلیلمو مارکونی
فرودگاه بولونیا گولیلمو مارکونی (به انگلیسی: Bologna Guglielmo Marconi Airport) (به زبان بومی: Guglielmo Marconi Airport) یک فرودگاه همگانی مسافربری با کد یاتا BLQ است که یک باند فرود آسفالت دارد و طول باند آن ۲۸۰۰ متر است. این فرودگاه در شهر بولونیا کشور ایتالیا قرار دارد و در ارتفاع ۳۷ متری از سطح دریا واقع شده‌است.

## شرکت‌های هواپیمایی و مقصدهای پروازی
| شرکت‌های هواپیمایی                                     | مقصدهای پروازی |
| ----------------------------------------------------- | --- |
| ایجین ایرلاینز                                        | چارتر فصلی: هراکلین، رود |
| ایر لینگاس                                            | فصلی: دوبلین |
| آئروفلوت                                              | شرمتیوو |
| ایر عربیا مغرب                                        | محمد پنجم |
| ایر دولومیتی                                          | مونیخ |
| ایر فرانس                                             | شارل دوگل پاریس |
| ایر مولداوا                                           | کیشیناو |
| آلبااستار                                             | چارتر فصلی: ملی جزیره کارپتاس، ایبیزا، رود |
| آلیتالیا                                              | کاتانیا-فونتاناروسا، لئوناردو دا وینچی-فیومیچینو فصلی: لامتزیا ترمه چارتر فصلی: هراکلین، پالما د مایورکا، رود |
| آلیتالیا اجرا توسط آلیتالیا سیتی‌لاینر                 | لئوناردو دا وینچی-فیومیچینو فصلی: ایبیزا (آغاز از ۳۱ ژوئیه ۲۰۱۷)، اولبیا - کاستا اسمرالدا (آغاز از ۱ ژوئیه ۲۰۱۷) |
| هواپیمایی ارکیا                                       | فصلی: بن گوریون |
| آسترین ایرلاینز                                       | وین |
| بلو ایر                                               | بکو، هنری کواندا |
| بلو پاناروما ایرلاینز اجرا توسط بلو پاناروما ایرلاینز | مادر ترزای تیرانا فصلی: سفلوونیا (آغاز از ۱۴ ژوئیه ۲۰۱۷)، جزیره کوس، لمپیدوسا، ملی جزیره میکناس، ملی اکتیون (آغاز از ۱۹ ژوئیه ۲۰۱۷)، رود، ملی سادورینی، ملی جزیره اسکیاتوس، زاکینثوس |
| بریتیش ایرویز                                         | هیترو لندن |
| بروکسل ایرلاینز                                       | بروکسل |
| چک ایرلاینز                                           | پراگ رازیون |
| DART Ukrainian Airlines                               | کیف ژولیانی |
| ایزی‌جت                                                | گاتویک |
| هواپیمایی امارات                                      | دوبی |
| Ernest Airlines                                       | مادر ترزای تیرانا |
| یورو وینگز                                            | Seasonal: هامبورگ |
| جرمن‌وینگز                                             | کلن بن |
| هاپ!                                                  | لیون-سینت اگزوپری |
| شبه‌جزیره ایبری اجرا توسط ایر نوستروم                  | مادرید-باراخاس |
| کاال‌ام اجرا توسط کی‌ال‌ام سیتی‌هاپر                      | اسخیپول آمستردام |
| لوفت‌هانزا                                             | فرانکفورت |
| مریدیانا                                              | کگلیاری-الماس، اولبیا - کاستا اسمرالدا فصلی: ملی سادورینی چارتر فصلی: مرسی عالم |
| مریدیانا اجرا توسط ایر ایتالیا                        | فصلی: منورکا |
| میسترال ایر                                           | چارتر: مووستار، لمپیدوسا، فوئرته‌ونتورا، مرسی مطروح |
| Neos                                                  | رابیل، فوئرته‌ونتورا، گرن کناریا، امیلکر کبرل، تنریف جنوبی فصلی: ایبیزا، جزیره کوس، منورکا، ملی جزیره میکناس، زنگبار، دیربا–زارزیس، هراکلین چارتر فصلی: کانکون، کینتانا رو، آل مکتوم، لمپیدوسا، مرسی عالم، مرسی مطروح، موا، منستیر – حبیب بورقیبه |
| نوول‌ایر                                               | چارتر فصلی: دیربا–زارزیس، منستیر – حبیب بورقیبه، عین دراهم الدولی |
| پگاسوس ایرلاینز                                       | صبیحه گوکچن |
| پریمرا ایر                                            | چارتر فصلی: آلبورگ، کفلاویک |
| هواپیمایی پادشاهی مراکش                               | محمد پنجم |
| رایان‌ایر                                              | فرتیلیا، آتن، بارسلونا-ال پرات، باری، باووایس-تیلی، برلین شونفلد، ام.آر. استفانیک (آغاز از ۳۰ اکتبر ۲۰۱۷), بریندیسی، هنری کواندا، کگلیاری-الماس، کاتانیا-فونتاناروسا، بروکسل جنوب شرلروآ، کلن بن (آغاز از ۰۲ نوامبر ۲۰۱۷)، کپنهاگ، ادینبرو، آیندهوون، گرن کناریا، جان پل دوم کراکوف-بالیس، لامتزیا ترمه، لانزاروته، لیسبون پورتلا، استانستد لندن، مادرید-باراخاس، مالت، ناپل (آغاز از ۲۹ اکتبر ۲۰۱۷)، پالرمو، پراگ رازیون (آغاز از ۳۱ اکتبر ۲۰۱۷), سن پابلو، تنریف جنوبی، تراپانی-بیرجی، والنسیا، فیگو-پینادور، وارساو مادلن، ویزه، وروتسواف کوپرنیکوس فصلی: آلیکانته-الچه، بوردو–مریگناک، بریستول، خانیا، دوبلین، ایبیزا، مالاگا، منچستر، پالما د مایورکا، فرنسیسکو جسا کارنئیرو، رود، سالونیک |
| هواپیمایی اسکاندیناوی                                 | کپنهاگ فصلی: استکهلم-آرلاندا |
| تاپ پرتغال                                            | لیسبون پورتلا |
| ترانساویا.کام                                         | آیندهوون |
| TUI fly Belgium                                       | مراکش-منارا فصلی: محمد پنجم |
| تونس ایر                                              | تونس قرطاج چارتر فصلی: دیربا–زارزیس |
| ترکیش ایرلاینز                                        | آتاترک |
| هواپیمایی بین‌المللی اوکراین                           | لیو دانیلو هالیتسکی |
| ویولینگ                                               | بارسلونا-ال پرات |
| ویز ایر                                               | هنری کواندا، بوداپست فرنک لیست، کیشیناو، کلوژ-نپوکا، کرایووا، یاش، کاتوویتس، صوفیه، سوچاوا، ترایان وویا |

## آمار و اهمیت
- یکی از شلوغ‌ترین فرودگاه‌های شمال ایتالیا
- در سال‌های اخیر بیش از ۹ میلیون مسافر در سال داشته است.
- نقش مهمی در اتصال شمال و مرکز ایتالیا به سایر نقاط اروپا و خاورمیانه دارد.

## امکانات فرودگاه
- سالن‌های مسافری مدرن با امکانات فروشگاهی و غذایی
- اینترنت وای‌فای رایگان
- رستوران‌ها، کافه‌ها و Duty-Free Shops
- خدمات اجاره خودرو
- سرویس حمل بار، باربری، تاکسی و شاتل
- اتاق مراقبت از کودک، نمازخانه و سالن VIP